# ヘレナ (原子力潜水艦)
|          |                                            |
| 艦歴     |                                            |
| 発注     | 1982年4月19日                              |
| 起工     | 1985年3月28日                              |
| 進水     | 1986年6月28日                              |
| 就役     | 1987年7月11日                              |
| 退役     | 2024年10月1日                              |
| 除籍     | 2025年7月25日                              |
| その後   |                                            |
| 母港     | カリフォルニア州サンディエゴ               |
| 性能諸元 |                                            |
| 排水量   | 満載：6,203 トン、 基準：5,808 トン        |
| 全長     | 110.3 m (362 ft)                           |
| 全幅     | 10 m (33 ft)                               |
| 喫水     | 9.4 m (31 ft)                              |
| 最大速   | 水上25 kt (46 km/h)、 水中30+ kt (56 km/h) |
| 潜行深度 | 290 m (950 ft)                             |
| 機関     | S6G reactor 1基                            |
| 乗員     | 士官12名、兵員98名                         |
| モットー |                                            |
|          |                                            |

ヘレナ(USS Helena, SSN-725)は、アメリカ海軍のロサンゼルス級原子力潜水艦の38番艦。艦名はモンタナ州ヘレナに因んで命名された。その名を持つ艦としてはボルチモア級重巡洋艦8番艦(CA-75)以来4隻目。

## 艦歴
ヘレナの建造は1982年4月19日にコネチカット州グロトンのジェネラル・ダイナミクス・エレクトリック・ボート社に発注され、1985年3月28日に起工した。1986年6月28日にジーン・ビューセイ夫人によって命名、進水し、1987年7月11日にトーマス・ムーア艦長の指揮下就役した。
2009年、アメリカ海軍の南極潜水艦研究所とワシントン大学が共同で行った南極の特殊環境下での耐久訓練に、アナポリス (原子力潜水艦)とともに参加した。
ヘレナは2024年7月30日、ワシントン州ブレマートンに到着し退役の準備を始め、2024年10月1日退役、2025年7月25日に除籍された。